# Saint-Python
Saint-Python è un comune francese di 1 019 abitanti situato nel dipartimento del Nord nella regione dell'Alta Francia.
Il territorio comunale è bagnato dal fiume Selle.

## Società

### Evoluzione demografica
Abitanti censiti